# Guarinisuchus
 Guarinisuchus  („Krieger-Krokodil“) ist eine Gattung ausgestorbener meeresbewohnender Crocodylomorpha („Krokodilverwandter“) aus dem frühen Paläogen von Südamerika. Die 2008 von Barbosa, Kellner und Viana zusammen mit der Gattung aufgestellte Typusart G. munizi ist die einzige wissenschaftlich beschriebene Art.
Die zu den ausgestorbenen Dyrosauridae gestellte Gattung ist von lediglich einem, verhältnismäßig gut erhaltenen Fossilfund (Holotyp DG-CTG-UFPE 5723) aus den 62 bis 61 Millionen Jahre alten marinen Ablagerungen des Paläozäns von Nordostbrasilien bekannt. Die beim Holotypus erhaltenen Merkmale in Verbindung mit der exakten geochronologischen Datierung führen zu einer erheblichen Erweiterung der Kenntnisse über die Stammesgeschichte der Dyrosauridae, einer der wenigen Wirbeltiergruppen, die das Massenaussterben an der Kreide-Tertiär-Grenze überlebt hatten.

## Namensgebung
Der Gattungsname setzt sich zusammen aus guarini („Krieger“), ein Wort aus der Tupi-Sprache, und dem griechischen suchus („Krokodil“). Die Bezeichnung „Krieger (der Meere)“ wurde gewählt, weil diese Tiere das spätoberkreidezeitliche Aussterbeereignis überstanden hatten. Der Artzusatz ehrt Geraldo da Costa Barros Muniz für seine paläontologische Pionierarbeit im Paraiba-Becken, in dem der Holotyp gefunden wurde.

## Beschreibung des Holotyps
Der Holotyp besteht aus einem fast vollständigen Schädel einschließlich Unterkiefer, Elle, Hals- und Schwanzwirbeln, Rippen, Hautschilden und einzelnen Zähnen. Der Schädel erreicht eine Länge von 52,5 Zentimeter und misst an seiner breitesten Stelle 16 Zentimeter. Die Überreste sind nicht artikuliert (im anatomischen Verbund) erhalten, ein Hinweis auf einen gewissen Transport des Materials vor dessen endgültiger Einbettung im Sediment. Da nur bei den Halswirbeln, nicht aber bei den Schwanzwirbeln, der Wirbelbogen mit dem Wirbelkörper verwachsen ist, muss es sich um ein semiadultes (halberwachsenes) Individuum gehandelt haben, das vermutlich eine Länge von etwa drei Metern erreichte.

## Beschreibung und Vergleich vonGuarinisuchus

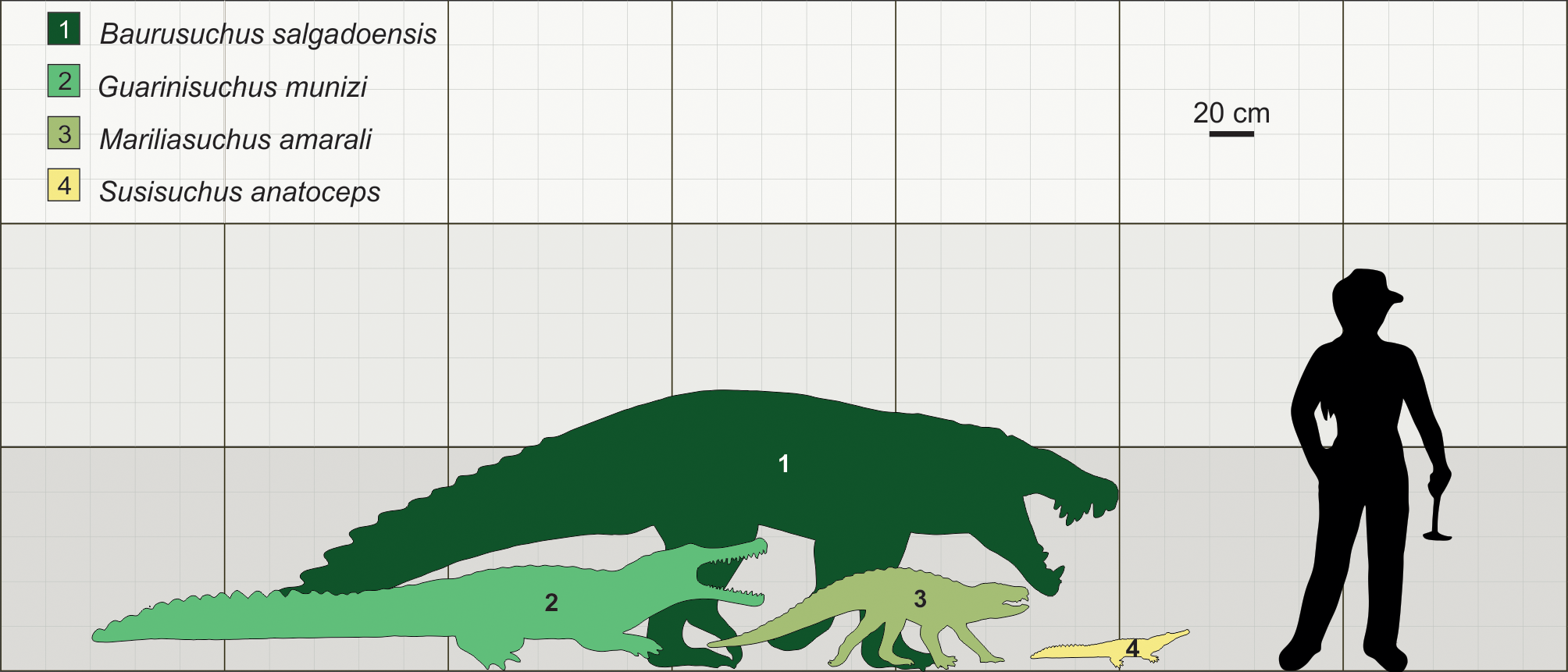
Guarinisuchus (2) im Vergleich mit anderen fossilen Crocodylomorpha aus Brasilien

Mit einer Körperlänge von etwa drei Metern gehörte die Gattung zu den kleineren dyrosauriden Crocodylomorpha. Einige Apomorphien von Guarinisuchus: Die präorbitale Region des Schädels (Bereich vor der Augenhöhle (Orbita)) war schmaler als bei primitiven Dyrosauridae, die Postorbitalregion war im Verhältnis länger als bei anderen Dyrosauriden. Das Basioccipitale am Hinterhaupt war verlängert mit einer ausgeprägten Einsenkung auf der Unterseite; von unten gesehen hat es einen für Dyrosauriden untypischen, V-förmigen Umriss. Eines der auffälligeren Merkmale waren die tiefen Gruben im Kiefer, insbesondere im hinteren Kieferabschnitt, zur Aufnahme der jeweils gegenständigen Zähne, wenn das Tier das Maul schloss (Okklusion). Die Zähne von Ober- und Unterkiefer griffen dann alternierend ineinander und bildeten so ein wirkungsvolles Verschlusssystem. Die Okklusionsgruben des Dyrosauriden Rhabdognathus aslerensis sind denen von Guarinisuchus ähnlich aber nicht so deutlich ausgeprägt. Die gleichartige (homodonte) Bezahnung weisen Guarinisuchus als einen Fischfresser aus. Körperskelett (soweit bekannt) und Zähne entsprechen den Verhältnissen bei anderen Dyrosauriden.
Die systematische Einordnung von Guarinisuchus als ein Vertreter der Dyrosauridae ergibt sich aus dem vorspringenden Knochenfortsätzen am Hinterhaupt und dem horizontal (anteroposterior) verlängerten oberen Schläfenfenster, das bei dieser Klade (Verwandtschaftsgruppe) stets größer als die Augenhöhle ist. Bei Guarinisuchus ist dieses Merkmal besonders ausgeprägt. Eine weitere Synapomorphie ist die zu einem langen schmalen Rostrum ausgezogene Schnauze. Die Oberfläche nahezu aller Knochen von Guarinisuchus ist überzogen mit Löchern sowie flachen Gruben und Leisten, wenn auch nicht so ausgeprägt wie bei den meisten anderen Dyrosauriden.

## Fundort
Der Holotyp wurden von den Paläontologen Barbosa und Viana 2003 im Poty-Steinbruch (7° 54′ 47″ S, 34° 51′ 0″ W) entdeckt, einem Kalksteinbruch im Gebiet von Paulista nördlich von Recife, der Hauptstadt des brasilianischen Bundesstaates Pernambuco an der östlichsten Spitze Südamerikas. Das Gestein der Typlokalität ist Teil der Maria-Farinha-Formation aus dem späten Danium des Paraiba-Beckens. Der Poty-Steinbruch ist von herausragender Bedeutung, denn er enthält die am vollständigsten aufgeschlossenen marinen Ablagerungen aus der Zeit der Wende von der Kreide zum Paläogen in Südamerika und der mit diesem Ereignis verbundene Faunenschnitt lässt sich hier nachvollziehen. Die Fundstelle des Holotyps liegt elf Meter oberhalb der Kreide-Tertiär-Grenze, darunter befinden sich Fundschichten aus dem späten Maastrichtium mit Mosasauriern, aus vier verschiedenen Kladen. Diese Fundstelle ist die einzige Lokalität mit Fossilien von Dyrosauriden in Brasilien.

## Einordnung vonGuarinisuchus
Der Fund von Guarinisuchus hat erheblich zum Verständnis der geographischen Ausbreitung und Evolution der Dyrosauridae beigetragen. Die nahe Verwandtschaft von Guarinisuchus mit primitiveren Arten in Afrika sowie Formen in Amerika, die von Süden nach Norden jünger werden, lässt darauf schließen, dass die Dyrosauriden bereits vor dem Massenaussterben an der Kreide-Tertiär-Grenze den Atlantischen Ozean überquert und sich von der Ostküste Südamerikas über südamerikanische Küstengewässer bis nach Nordamerika ausgebreitet hatten. Die Dyrosauriden ersetzten dabei in Nordostbrasilien ökologisch die untergegangene artenreiche Mosasaurierfauna aus der Oberkreide und besetzten, gemeinsam mit einigen Arten der Makrelenhaie (Lamnidae), das Niveau der Spitzenprädatoren in den flachen paläozänen Küstengewässern.